# Bob Moore (motorcrosser)
Bob Moore is een Amerikaans voormalig motorcrosser.

## Carrière
In 1985 won Moore het 125cc Western Supercrosskampioenschap. Hij vertrok naar het Wereldkampioenschap motorcross, waar hij tweede werd in de 125cc na zijn landgenoot Donny Schmit in 1990. In 1992 werd hij opnieuw vice-wereldkampioen na diezelfde Donny Schmit in de 250cc, met Suzuki. In 1994 ging hij terug naar de 125cc en werd wereldkampioen met Yamaha. In 1995 probeerde hij het opnieuw in de 250cc, maar geraakte geblesseerd. Na dat jaar besloot Moore definitief te stoppen met het professionele motorcrossen.

## Palmares
- 1985: Western SX kampioen 125cc
- 1994: Wereldkampioen 125cc